# Sarcolobus brachystephanus
Sarcolobus brachystephanus là một loài thực vật có hoa trong họ La bố ma. Loài này được (Schltr.) P.I. Forst. miêu tả khoa học đầu tiên năm 1991.